# Т43
Тепловоз T 43 — четырёхосный тепловоз, производившийся NOHAB с 1961 по 1963 год. Тепловоз имеет двухтактный V-образный дизельный двигатель.
Т 43 использовался для грузовых и пассажирских перевозок, пока в середине 1980-х годов его не заменил Т 44. В конце 1980-х тепловозы были переданы Шведскому управлению железнодорожного транспорта и TGOJ — и вскоре были проданы частным железным дорогам, где применяются в основном в маневровых работах.

## Раскраска
Существует достаточно много различных вариаций раскраски тепловоза. Первоначально локомотивы были окрашены в красный, белый и синий цвет. Эта раскраска была изменена в 1970-е годы, когда их выкрасили в оранжевый цвет. TGOJ выкрасила их в ярко-зелёный с синими линиями. После того, как большинство тепловозов было передано частным компаниям, их расцветка стала весьма разнообразной.
В 1999 году один T 43, принадлежащий компании TÅGAB, был перекрашен в цвета американской железной дороги Great Northern Railway для съемок фильма "Танцующая в темноте", действие которого по сюжету происходит в США.